# Carl Bechem GmbH
Die Carl Bechem GmbH mit Hauptsitz in Hagen ist ein international tätiges Unternehmen im Bereich Spezialschmierstoffe und wurde 1834 von Carl Bechem (1806–1891) als erste deutsche Ölfabrik gegründet.

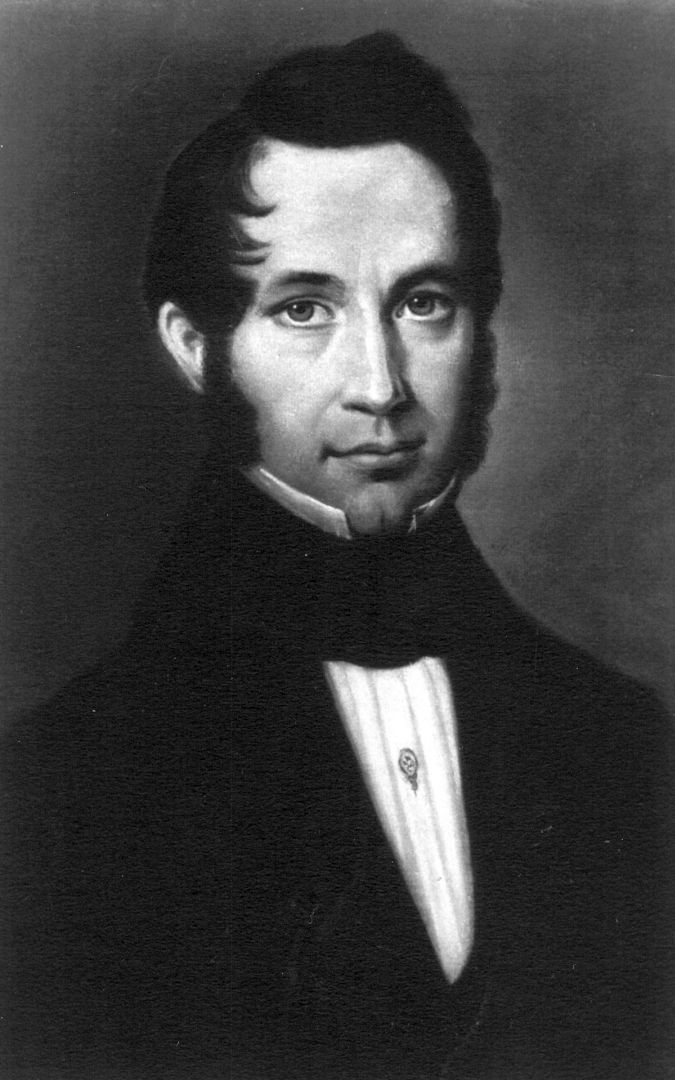
Firmengründer Carl Bechem

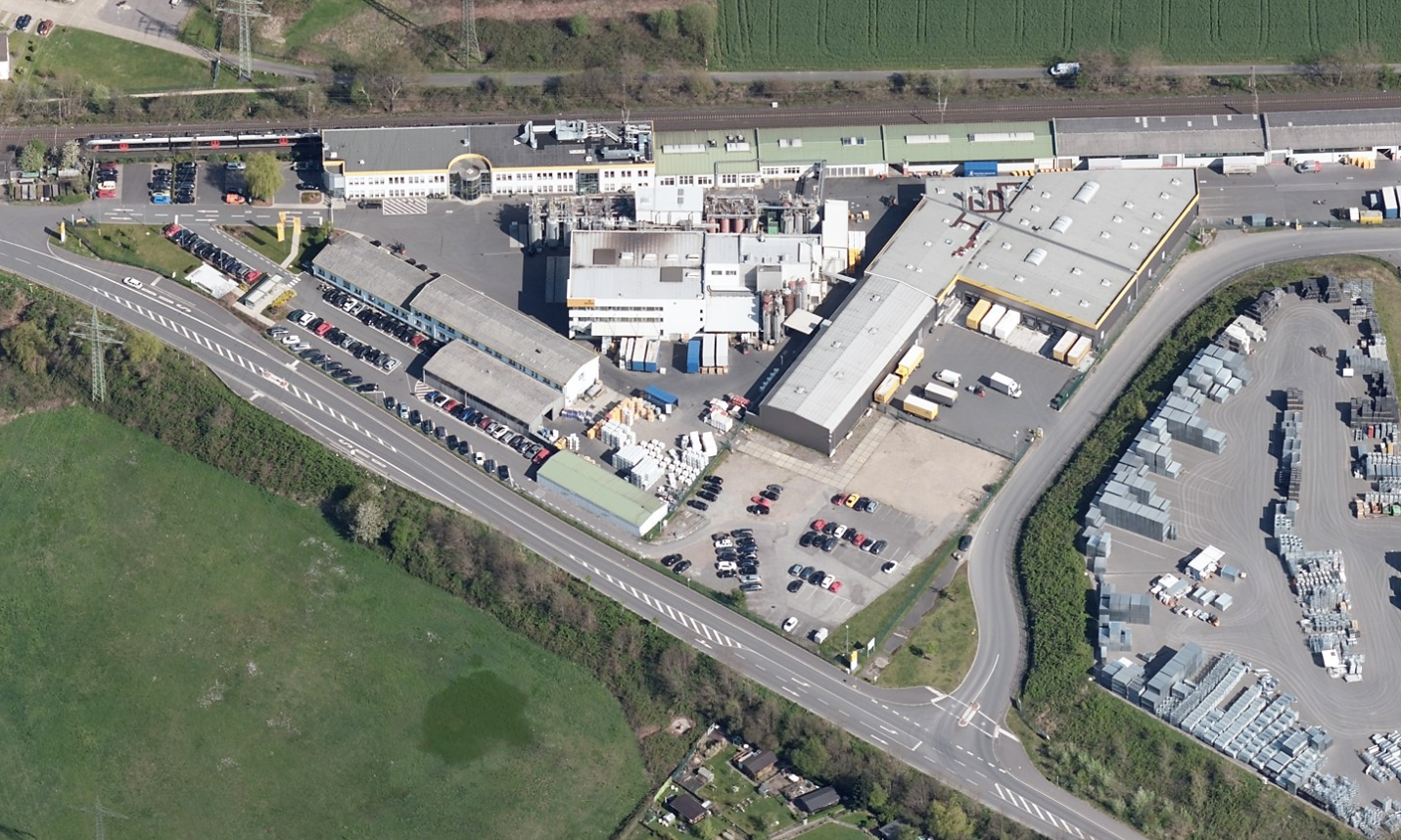
Carl Bechem GmbH in Hagen-Vorhalle

Bechem entwickelt, produziert und vertreibt weltweit Schmierstoffe, wie Schmierfette, Schmieröle, Kühlschmierstoffe und Gleitlacke, für industrielle Anwender vielfältiger Branchen und Anwendungsfelder. Zu den Kernmärkten gehören u. a. die Branchen Automotive, Elektromobilität, Bahn, Lebensmittel, Pharma, Armaturen, Textil, Zellstoff- und Papier, Zement, Tagebau, Eisen und Stahl. Bechem bietet Produkte für spezielle Anwendungsfelder in der Metallbearbeitung, wie die Massivumformung, das Tiefbohren, die Zerspanung, den Drahtzug, die Blechumformung, das Kaltfließpressen oder für Kettenantriebe, Pelletpressen, offene Antriebe, Krane, mobile Hebe- und Erdbewegungsmaschinen. Zum Portfolio gehören wassermischbare und nichtwassermischbare Kühlschmierstoffe für die spanende Metallbearbeitung, Reiniger und Korrosionsschutzprodukte. Heute gehören Bioschmierstoffe, die auf nachwachsenden Rohstoffen basieren, zu den Geschäftsfeldern des Unternehmens. Tätigkeitsschwerpunkt in der Produktentwicklung ist neben biologisch abbaubaren Schmierstoffen auch der Ersatz traditioneller mineralölbasischer Schmierstoffe durch moderne wasserbasierte Produkte und durch Schmierstoffbeschichtungen.
Das Stammwerk und die Produktentwicklung befinden sich in Hagen (Nordrhein-Westfalen). Weitere deutsche Produktionsstätten sind in Gardelegen (Sachsen-Anhalt) und Kierspe (Nordrhein-Westfalen). Ausländische Produktionsstandorte hat Bechem in China, Indien und in den USA. Über ein Vertriebsnetz mit über 70 Standorten auf 6 Kontinenten beliefert Bechem mehr als 90 Länder.
Bechem Tochterunternehmen befinden sich in China, Frankreich, Indien, Italien, Mexiko, Schweiz, USA und Joint Ventures in China, Schweden, Spanien und Südafrika.
Heute führt Christoph Hundertmark, direkter Nachfahre Carl Bechems, das Unternehmen Bechem in der sechsten Generation mit Dr. Michael Gerle.

## Geschichte

### 1834–1900
Die 1834 im Handelsregister mit der Nummer 6 eingetragene Firma Bechem & Middelmann beschäftigte sich mit dem Handel von Ölen und Fetten. Zum Einsatz kamen pflanzliche Öle wie Rüb- und Rapsöl sowie tierische Öle, etwa Lardöl, Spermöl oder Tran. Teilweise wurden auch Speckschwarten zur Schmierung verwendet. In den Anfangsjahren gehörte zusätzlich der Import von Arzneipflanzen dazu. Schon nach kurzer Zeit firmierte der Betrieb nur noch unter dem Gründernamen Carl Bechem.
Durch die Dampfmaschine und die Lokomotive entwickelte sich Ende der 1820er Jahre die stark wachsende Industrie rund um Hagen zu einem großen Verbraucher von Schmierstoffen. Von diesem schnellen Wachstum profitierte auch Carl Bechem. Sein Unternehmen gewann zunehmend an Bedeutung. Durch ihren hohen Schmierstoffbedarf wurde die Eisenbahn erster Großkunde von Carl Bechem. Weitere wichtige Kunden waren die Drahtziehereien im nahe gelegenen Altena, der Hochburg des Drahtzugs, die Rüböl für ihre Ziehprozesse benötigten.
Carl Bechem versorgte in der Mitte des 19. Jahrhunderts einen immer größer werdenden Kundenkreis. Die Textilindustrie, der Bergbau, der sich entwickelnde Maschinenbau wie auch die Eisen- und Stahlindustrie waren auf große Mengen Schmieröle und Schmierstoffe angewiesen. Die Ölfabrik von Carl Bechem entwickelte sich in dieser Zeit zum industriellen Schmierstoffhersteller.
Die Eisenbahn löste in den 1850er-Jahren ein immenses Wirtschaftswachstum aus. Die Nachfrage nach Schmierstoffen stieg damit weiter an. Die Produktionsanlagen der Elbers Textilfabriken in Hagen wurden durch den Bau einer Baumwollspinnerei und -weberei deutlich vergrößert. Der Bedarf an Spindelölen nahm zu. Die aufstrebende Industrie im Ruhrgebiet hatte einen großen Einfluss auf den unternehmerischen Erfolg von Carl Bechem und das Wachstum des Unternehmens setzte sich fort. Räumliche Enge und ein Brand in der Stadt Ende der 1860er-Jahre, dem auch die Firmengebäude zum Opfer fielen, machten einen Umzug erforderlich: Neuer Standort war die Elberfelder Straße.
Bis zur Einführung der Mineralöle waren von Carl Bechem pflanzliche Öle und tierische Fette als Schmiermittel eingesetzt worden, die er zur Raffination und Weiterverarbeitung aus einer Ölmühle in Rathenow bezog. Die Anforderungen an Schmierstoffe wurden immer differenzierter, so dass neue Produkte entwickelt werden mussten. 1870 markierte die Gründung der Standard Oil Co. Inc. in Ohio durch John D. Rockefeller und Henry Morrison Flagler den Beginn des „Ölzeitalters“. Nun stand den Schmierstoffherstellern ein neuer, wichtiger Rohstoff zur Verfügung: Mineralöl. Carl Bechem begann mit Mineralöl, das ab 1861 in Fässern nach Europa gebracht wurde, zu laborieren, zu experimentieren und vorhandene Rohstoffe mit den neuen zu vermischen und sie zu verbessern. Die jahrelangen Erfahrungen mit pflanzlichen Schmierstoffen versetzten den Erfinder Carl Bechem in die Lage, Erfolge mit neuen mineralölbasierten Produkten zu erzielen. Zeitweise trug das Unternehmen Bechem nun auch den Namen „Hagener Vaselinen- und Fettfabrik“. Diese gehörte zu den ersten deutschen Unternehmen, die neben Wagen- und Achsfetten auch Schmierfette nach Art der Staufferfette für langsam laufende Maschinenteile herstellten. Gegen Ende der 1880er-Jahre wurden die pflanzlichen Schmiermittel weitgehend verdrängt, wenngleich sie oft Legierungsbestandteil der Mineralölprodukte blieben.
Die Erfindung der Kugelfräs- und Kugelschleifmaschine durch Friedrich Fischer ermöglichte 1883 die Massenproduktion von Wälzlagern. In Schweinfurt entstand die Wälzlagerindustrie, die eine Modernisierung von Maschinen und Produkten bewirkte, in denen zu schmierende Wälzlager verbaut wurden. Carl Bechem belieferte auch diese Industrie mit Schmierfetten.

### 1900–1945
Mitte der 1920er Jahre zählten unter anderem viele Maschinenfabriken, Betriebe der Textil- und Papierindustrie sowie der Eisen- und Stahlerzeugungsindustrie zu den Kunden. Einen deutlichen Zuwachs verzeichnete die Nachfrage seitens der Automobilhersteller und -zulieferer. Es wurden immer mehr Produkte für das Auto entwickelt, die es zu schmieren galt, wie z. B. Schlösser, Scharniere, Gelenke, Wischer, mechanische Winker – die Vorläufer des Blinklichts – und Anlasser. Für die Herstellung von Motoren und Komponenten und deren Zerspanungsprozesse wurden verstärkt Bohr- und Maschinenöle nachgefragt.
In den 1930er Jahren waren Öle für die Schmierung großer Aggregate, für Hochdruckkompressoren sowie für Anwendungen in der Textilindustrie die wichtigsten Bechem Produkte. Spezialöle und -fette für die Papierindustrie, eisenverarbeitende Industrie sowie Bechem Rhusfette, die für die Zapfenschmierung in Kalt- und Warmwalzwerken eingesetzt wurden, zählten ebenso dazu.
Mit Kriegsbeginn im September 1939 verschlechterte sich die Lage für das Unternehmen und die Versorgung mit Rohstoffen wurde deutlich schwieriger. Am 1. Oktober 1943 wurde Hagen vom ersten großen Luftangriff getroffen. Der Betrieb in der Elberfelder Straße 76 kam mit leichten Schäden davon. Das Haus in der damaligen Göringstraße 4, in dem sich das Bechem Rhus-Werk befunden hatte, brannte vollkommen aus.
Am 2. Dezember 1944 erfolgte der zweite Großangriff auf Hagen, durch den die großen Eisenbahnanlagen zerstört wurden. Der Angriff auf Hagen-Eckesey am 28. Februar 1945 legte den Bahnversand vollkommen lahm. Der letzte und schwerste Angriff fand am 15. März 1945 statt. Hierbei wurden die restlichen Bechem Gebäude vernichtet.

### 1945–1970
Unmittelbar nach Kriegsende begann Karl Hundertmark (Ehemann von Edith Bechem) mit dem Wiederaufbau der Fabrik, die fast völlig zerstört war, und übernahm die Werksleitung. Aus den Trümmern wurden Maschinen, Werkzeuge und Fettstoffbestände geborgen und durch Steineklopfen wurde Baumaterial gewonnen. Karl Hundertmark ging in dieser Zeit täglich mit seinem Pkw auf Beschaffungstour, um unter sehr schwierigen Bedingungen Baumaterialien wie Zement, Holz, Sand und Nägel zu organisieren. Kraftstoff wurde zum Teil noch aus im Sauerland zurückgelassenen Wehrmachtsfahrzeugen beschafft.
Nach schweren Nachkriegsjahren ging es im Anschluss an die Währungsreform mit der Wirtschaft bergauf. Die als das Wirtschaftswunder bezeichnete Ära begann und das behelfsmäßig aufgebaute Werk in der Elberfelder Straße wurde zu eng. Deshalb erfolgte ab 1951 Schritt für Schritt der Umzug nach Hagen-Vorhalle in die Weststraße.
Ende der 1950er-Jahre präsentierte Bechem erstmalig einen Überblick über das Produktsortiment in einem kleinen Katalog. Der Technische Dienst und der Außendienst arbeiteten mit Referenzbüchern, in denen große Marken und Kunden außerhalb des Hagener Raums genannt wurden. Sie enthielten auch Technische Datenblätter und Freigabelisten von Industriemaschinen und -anlagen, in denen Bechem Produkte neben anderen großen Markenprodukten aufgeführt waren, die in Konkurrenz mit Bechem standen.
Bechem profitierte von der Massenmotorisierung und offerierte Handelserzeugnisse im Bereich Motor- und Getriebeöle, die unter den Marken Star-Oil und Unitol, einer Marke des deutschen Mineralölgroßhandels, vertrieben wurden.
Einen Schwerpunkt des Sortiments bildeten in den 1960er Jahren Produkte für den Bausektor, wie Schalungstrenn- und Verfahrenshilfsstoffe. Auch die „BECHEM Hexenspucke“, ein flüssiges Reinigungskonzentrat zur Entfernung von Betonresten und Flugrost war ein umsatzstarkes Produkt.
In der gesamten Stahlindustrie kamen Bechem Schmierfette mittlerweile in großem Umfang zum Einsatz. Kunden wie Hoesch, Klöckner, Thyssen und Krupp bezogen regelmäßig große Mengen Schmierfett. 1974 produzierte Bechem für die Stahlindustrie die ersten Ureaschmierfette für Hochtemperaturanwendungen – ein Meilenstein in der Schmierstoffentwicklung.

### 1970–1990
Der Automobilsektor hatte in den 1970er Jahren noch nicht die Bedeutung, die er heute für Bechem hat. Ein absatzstarkes Produkt war Berulit S, das in den Zündschlössern des VW Käfer eingesetzt wurde. Bechem lieferte in dieser Zeit Fimitol Räumöle für die Fertigung der Saturn-Transportvorrichtung, von der die Saturn V zum Apollo-Mondprogramm startete. Später produzierte Bechem Schmierstoffe für die Steuerdüsen von Ariane-Raketen und die Drahtzugmedien für die Fertigung des ersten Marsmobils.
1972 nahm die neue Fettfabrik den Betrieb auf und die Anlagenkapazität wurde deutlich ausgeweitet. Der neue Anlagenkomplex war für Bechem eine wichtige Maßnahme für den weiteren Ausbau der Position in der Stahlindustrie. Der Schwerpunkt beim Produktsortiment lag nun auf Schmierfettprodukten für die Schwerindustrie, Bauindustrie und Industrieölen, beispielsweise Kompressorenöle und Öle für die Maschinenschmierung, Umlaufschmierung sowie Ölflutlager.
1976 wurde die Sonderschmierstoffabteilung für hochspezielle Industrieanwendungen aufgebaut. Neben Klassikern wie Schmierstoffen für die Schwerindustrie und Prozessmedien für die Metallbearbeitung umfasste das Programm Produkte für neue Anwendungen wie Elektrokontakte, Armaturen, die Lebensmittelindustrie oder die Kunststoffschmierung. Im Automobilbereich erhielt BECHEM ab den 1980ern zunehmend Herstellerfreigaben für „unsichtbare“ Schmierstoffe, die die Funktionssicherheit von Bauelementen und Zubehörteilen erhöhten.
Im Jahr 1981 erfolgte die Markteinführung des seewasserfesten Hochleistungsfettes Bechem High-Lub SW 2 für offene Reibstellen in vielfältigen Marineanwendungen, unter anderem für die Bundeswehr. 1986 wurde das Portfolio mit den neu entwickelten biostabilen Metallbearbeitungsmedien der Fimitol Avantin Produktreihe (später Bechem Avantin) und den Tiefziehmedien für die Blechumformung in der Automobilindustrie erweitert. Große Mengen bezogen allein die Opel-Werke im nahe gelegenen Bochum. Der Bereich Kupfer- und NE-Metall-Drahtzug wurde aufgebaut und ausgeweitet und wassermischbare Produkte wurden entwickelt. Im Bereich Industrieschmierstoffe wurde die GA-Produktreihe für offene Getriebe eingeführt. Für diese Anwendung hatte BECHEM schon verschiedene Freigaben von bedeutenden Maschinenherstellern wie Polysius und KHD Humboldt Wedag erhalten.

### 1990–heute
Auch mit Prozessmedien oder Kühlschmierstoffen belieferte Bechem die europäische Automobilindustrie. In den 1990er-Jahren hatte sich das Programm Fimitol Avantin im Markt bei zahlreichen Zerspanungsanwendungen von Motorkomponenten und -teilen etabliert. Als erster Schmierstoffhersteller bot Bechem für verschiedene Automobilproduzenten sogenannte Noise Damping Service Kits an, handliche Servicekoffer bestückt mit verschiedenen Geräuschdämpfungsmedien für den Interiorbereich.
Die Beseitigung von Störgeräuschen (Knarzen und Quietschen) im Fahrzeuginnenraum stellte die Automobil- und deren Zulieferindustrie vor immer größere Herausforderungen, da die Fahrzeuge zunehmend geringere Betriebsgeräusche erzeugten, die solche Nebengeräusche zuvor überlagert hatten. Für diese Anwendungsfelder hatte Bechem Geräuschdämpfungsprodukte für den Fahrzeuginnenraum entwickelt. Das Marketingtool – ein handlicher Koffer mit Produktproben und Anleitungen – war zugleich Türöffner bei diversen Entwicklungsabteilungen von Automobil- und Komponentenherstellern.
1998 wurde ein neues Technikum eingeweiht und das Labor wandelte sich mit mehr Technik, Methodik und Analytik zum F+E-Bereich. Ein Prüfstand für Gelenkwellen von Automobilen ermöglichte es, gezielte Testprogramme durchzuführen. Bechem wurde zu einem Entwicklungspartner der Automobilindustrie und Bechem Produkte waren in immer mehr Komponenten vertreten: Sie wurden zum Konstruktionsbestandteil und entsprechend in technischen Zeichnungen vieler Automotivekomponenten dokumentiert.
Die 2000er Jahre waren von internationalem Wachstum und vielen Produktneuheiten geprägt. Um den stetig steigenden Anforderungen und Qualitätsbestrebungen der Automobilindustrie weiterhin gerecht zu werden, ließ sich Bechem nach der Automobilnorm ISO/TS 16949 zertifizieren.
2005 wurde der Geschäftsbereich Gleitlacke aufgebaut. Gleitlacke ähneln Industrielacken und enthalten anstelle von Farbpigmenten spezielle, für den Anwendungsfall passende Festschmierstoffe. Der Vorteil im Vergleich zu herkömmlichen Schmierstofflösungen sind die Grifftrockenheit der Anwendung und die Möglichkeit, abgestimmte Gesamtsysteme zu entwickeln. Mit den neuen Produkten Berucoat AF 438 und Berucoat AF 732 konnte Bechem 2005 Markterfolge verzeichnen und baute diese zukunftsweisende Technologie seitdem aus. Die ersten Einsatzgebiete waren in der Automobilindustrie zu finden. Heute ist Bechem mit dieser Technologie Ausrüster und Entwicklungspartner in der Herstellung von Motorkolben.
2011 stellte Bechem als erstes Schmierstoffunternehmen in Serienfertigung Gleitlacke mit Mikrokapseltechnologie her. Bei mikrokapselbasierten Gleitlacken handelt es sich um Produkte, die mit Wirkstoffen befüllte kleine Kapseln enthalten, die den Gleitlacken bestimmte Eigenschaften, zum Beispiel besonders hohen Verschleißschutz, verleihen können.
In der Elektromobilität entstehen seit den 2010er Jahren neue tribologische Herausforderungen durch neue Komponenten und Werkstoffe mit entsprechender Schmierstoffnachfrage, die Bechem in Zusammenarbeit mit Forschungseinrichtungen, Industriepartnern und Produktanwendern erforscht. Bechem entwickelt bereits seit Ende der 1990er Jahre ressourcenschonende und nachhaltige Schmierstoffe für die Automobil- und Zulieferindustrie, z. B. Ziehschmierstoffe für die Walzdrahtherstellung, Kühlschmierstoffe für Feinschneid- und Stanzprozesse, Low-Noise-Schmierfette zur Lebensdauerschmierung von Wälz- und Gleitlagern, Schmierstoffe und Gleitlacke mit Dämpfungseigenschaften, Elektrokontaktschmierstoffe, Umformschmierstoffe für das Kaltfließpressen von Schrauben, Bolzen oder Hülsen oder wasserbasierte Schmier- und Trennstoffe für die Zerspanung und Umformung.

## Zertifizierungen, Freigaben
Bechem-Schmierstoffe für die Lebensmittelindustrie entsprechen den Normen und Anforderungen. Sie erfüllen die Vorgaben international tätiger Organisationen für Produkttests und -zertifizierungen: H1, H2, 3H, Halāl, Koscher, ISO 21469.
Bechem-Schmierstoffe für die Automobilindustrie haben die Freigaben der Automobilhersteller und deren Zulieferer erhalten und werden für die Produktion empfohlen.

## Auszeichnungen und Nachhaltigkeit
Bechem entwickelt seit Ende der 1990er Jahre nachhaltige Schmierstoffe, die mit renommierten Preisen von Bund und Land ausgezeichnet wurden, da sie einen Beitrag zur Energieeffizienz und Nachhaltigkeit von Produkten und Prozessen leisten. Bechem erhielt weitere Auszeichnungen und Preise aus der Industrie, wie Supplier Awards von OEMs der Automobilindustrie.
2011 wurde Bechem gemeinsam mit weiteren Projektpartnern aus dem Fraunhofer-Institut, dem Institut für Werkzeugmaschinen und Fertigungstechnik der TU Braunschweig mit dem Deutschen Rohstoffeffizienzpreis in der Kategorie „Forschungseinrichtungen“ ausgezeichnet. Prämiert wurde das Projektteam für die Entwicklung eines neuen wasserbasierten und durch Polymere viskos eingestellten Kühlschmierstoffs: Berufluid, das Kühlschmierstoffkonzept für die Metallbearbeitung verbindet die hohe Kühlwirkung von Wasser mit der sehr guten Schmierwirkung eines konventionellen, mineralölbasierten Schmierstoffes.
Bechem ist 2015 einer der Preisträger im Wettbewerb „NRW-Wirtschaft im Wandel“, der von der Standortinitiative „Deutschland – Land der Ideen“ initiiert wurde. Eine unabhängige Expertenjury wählte 20 Unternehmen aus, die dem Wandel und den Umwälzungen des Wirtschaftsstandorts NRW mit Mut, Engagement und überzeugenden Ideen begegnet sind. Bechem präsentierte im Rahmen dieses Wettbewerbes die Technologien: Phosphatfreie Drahtbeschichtung, viskoses Wasser ersetzt Öl als Kühlschmierstoff sowie mikrokapselbasierte Gleitlacktechnologie.
Bechem wurde 2015 der Effizienzpreis NRW für eine innovative und ressourcenschonende Beschichtung in der Kaltmassivumformung verliehen. Ausgezeichnet wurde das von Bechem im Rahmen eines Gemeinschaftsprojektes mit Anwendern, Zulieferern und Wissenschaft neuentwickelte Einschicht-Beschichtungsverfahren für Stahloberflächen für die Schrauben-, Bolzen- und Kaltformteilproduktion. Zuvor wurde in der Kaltmassivumformung ausschließlich das Phosphatierungsverfahren als Schmierstoffträgerschicht aus den 1930er Jahren eingesetzt. Die Phosphatierung erfordert viel Energie, große Mengen Chemikalien und erzeugt enorme Mengen fachgerecht zu entsorgenden Phosphatschlamms. Der neue phosphatfreie und energieeffiziente Prozess bietet neben der Energieeinsparung auch Kostenvorteile bei Materialbeschaffung und -entsorgung, einen reduzierten Aufwand für die Maschinenreinigung sowie eine geringere Umweltbelastung.

## Bechem-Marken im Wandel der Zeit
Ende des 19. Jahrhunderts: Neben dem Namen Carl Bechem wurden nur beschreibende Produktbezeichnungen, wie z. B. Spindel- oder Dampfzylinderöl eingesetzt.
1920er Jahre: Erste Produktmarken (Wortmarken) wurden eingeführt. Die Produktnamen für Schmierfette wiesen auf die Rhusblüte hin: z. B. Bechem-Rhus W-16.
1930er Jahre: Unter der Produktbezeichnung Staroiline wurden Schmieröle für Kraftfahrzeuge vermarktet.
1950er Jahre: Die „Rhusblüte“ wurde erstmals als Bildmarke eingesetzt. Das Blütensymbol ist seitdem fester Bestandteil der Marke Bechem. Die Blüte des Essigbaums (Rhus Typhina) soll an die früher überwiegende Verwendung pflanzlicher Rohstoffe für die Schmierstoffherstellung erinnern. Zuvor – seit den 1920er Jahren – wurde mit der Silbe „Rhus“ im Markennamen Bechemrhus auf den Markenursprung hingewiesen. Weitere Produktmarken (Wortmarken) wurden eingeführt, darunter Berulit, Hydrostar und Starlit.
1970er Jahre: Die Wort-/Bildmarke Fimitol wurde durch Firmenkauf erworben. Heute ist sie Bestandteil einer Wortmarke. Die Wort-/Bildmarke Star-Oil wurde nicht mehr genutzt. Als Bestandteil der Wortmarke Bechem Staroil wird sie heute noch ohne Bindestrich eingesetzt.
1990er Jahre: Die Bildmarke wurde erstmals deutlich überarbeitet. Der Begriff „Rhus“ entfiel.
2001 wurde die heutige Hausfarbe eingeführt und der Claim „Lubrication Technology“ ergänzt.
2012: Überarbeitung des Logos zur besseren Wahrnehmung und Lesbarkeit: die Rhusblüte wurde verkleinert und die Hausfarbe Gelb ist nicht mehr fester Bestandteil des Logos. Als Fond hinter dem Logo wird die Farbe Gelb weiterhin eingesetzt.

## Firmierungen
1834 Gründung der Firma Bechem & Middelmann, Handel von Ölen und Fetten, Handelsregistereintrag Nr. 6, kurz darauf firmierte das Unternehmen nur noch unter dem Namen Carl Bechem.
1905 wurde die Oelfabrik und Raffinerie Carl Bechem GmbH gegründet. Gesellschafter waren Ernst Bechem senior, (Sohn von Carl Bechem), sowie Ernst Bechem junior und Rudolf Bechem.
1963 wurde nach Beschluss der Gesellschafterversammlung die Firmenbezeichnung Oelfabrik und Raffinerie Carl Bechem GmbH in die Carl Bechem GmbH umbenannt.

## Übernahmen/Zukäufe
In den Jahren 1908/09 wurde mit der Übernahme der Ölwerke Ernst Schmidt AG, Düsseldorf, die bekannte Marke „Star-Oil“ erworben. Unter den Referenzen für Schmieröle der Star-Oil-Reihe waren auch die der Luftschiffbau Zeppelin GmbH, die für Fahrten mit den Luftschiffen Z II und Z III ausgestellt wurden. Noch heute nutzt Bechem den Namen Star-Oil als Produktbezeichnung.
1968 wurde das Unternehmen Karl Wittrock Jr. erworben, um die Marktanteile in der Eisen- und Stahlindustrie zu erhöhen. Das Unternehmen war seit mehreren Jahrzehnten ein namhafter Produzent von Großgasmaschinen- und Heißdampfzylinderölen und hatte sich auf Umlauf-, Getriebe- und Hydrauliköle sowie auf Ölflutlager in Walzwerken spezialisiert.
Im Bereich Metallbearbeitung führte die Übernahme der Fimitol Schmierungstechnik Julius Fischer GmbH & Co. KG in den 1970ern zu einer deutlichen Ausweitung und Aufwertung des Produktsortiments. Mit neuen wassermischbaren und nichtwassermischbaren Metallbearbeitungsmedien wurden neue Anwendungen und Märkte erschlossen. In dieser Zeit wurde auch die Starlit EM Reihe, eine Lösung für Walzprozesse von Kupferdraht, entwickelt.
1991 kaufte Bechem das Ceritolwerk in Mieste (Sachsen-Anhalt), das schon eine lange Firmengeschichte aufweisen konnte: Das Ceritolwerk geht zurück auf die 1920 in Frankfurt/Main gegründete Olea Mineralölwerke AG, die 1926 in die Deutsche Gasolin Aktiengesellschaft (D. G. A.) umfirmiert wurde. Im Jahr 1950 wurde Miestrol als Markenname von der Landesregierung Sachsen-Anhalt registriert. Einige Jahre später wurde der Markenname Ceritol geschützt, der sich aus den lateinischen Begriffen „Cerit“ (Erdwachs) und „ol“ (Öl) ableitet. Im Jahr 1957 entwickelte der Chemiker Ernst Boeck unter dem Markennamen Ceritol ein qualitativ hochwertiges Schmierfett auf der Basis einheimischer Rohstoffe. Dieses erhielt 30 Patentschriften im In- und Ausland. Das damals weltweit einzigartige Fett verband Eigenschaften von 20 Fettsorten. Die Formulierung beruhte auf Komplexverbindungen zwischen Seifen und Metallhydroxiden. Schon 1963 wurde das Fett auf der Leipziger Messe mit der Goldmedaille ausgezeichnet und Ernst Boeck als „Verdienter Erfinder“ der DDR geehrt. Das Ceritolwerk Mieste erlangte durch die Übernahme der Produktionsstandorte Burg, Leipzig und Brandenburg in den 1960er Jahren nahezu eine Monopolstellung. 95 Prozent des Schmierfettbedarfs in der DDR wurden in Mieste hergestellt. Die Fusion der Werke erforderte zwangsläufig Investitionen in sämtliche Produktionsanlagen und die Lagerstätten am Standort Mieste. Neben der Errichtung neuer Tanks und dem Bau einer neuen Lagerhalle erhielt das Ceritolwerk einen Bahnanschluss. Die Marke Ceritol wird heute als Bestandteil einer Wortmarke weiterhin genutzt.
Am 1. Januar 1998 erwarb Bechem den Unternehmensteil Chemische Betriebe Pluto GmbH der Veba Oel AG. Pluto fertigte unter anderem Schmierfette für die Aral AG. Die Fettherstellung durch Pluto wurde kurze Zeit später eingestellt und von Bechem in Hagen weitergeführt. Das Bechem Portfolio erweiterte sich um die ehemaligen Pluto-Aktivitäten HFA-Hydraulikflüssigkeiten für den Bergbau, Drahtzugmedien sowie bestimmte Schmierstoffrezepturen.
Im Jahr 2000 erwarb Bechem die Kuhbier Chemie GmbH & Co. in Kierspe und das Sortiment wurde um Korrosionsschutz- und Reinigungsprodukte, Umformöle, KFP-Öle (Kaltfließpressöle), Stanz- und Schneidöle, Härteöle wie auch technische Seifen erweitert.